# 上瀬高町
上瀬高町（かみせたかまち）は、福岡県山門郡にあった町。現在のみやま市の一部。

## 地理
矢部川下流右岸の平野に位置していた。

## 歴史
- 1889年（明治22年）4月1日 - 町村制の施行により、山門郡上庄町、下庄町（干出、東河原、西河原）が合併して町制施行し、上瀬高町が発足[1][2]。大字は上庄のみ[1]。
- 1884年（明治27年）- 瀬高銀行設立[1]
- 1901年（明治34年）1月1日 - 山門郡下瀬高町と合併し瀬高町を新設して廃止された[1][2]。